# 正二品
正二品是中国、朝鮮、越南、琉球古代官位的一个级别，属于仅次于正一品、從一品的高级官员，高于從二品的官员，在多数朝代为宰相或者政府部院的责任人，皇帝的亲族也有相应的正二品。

## 中國

### 北朝
- 开国县侯，散郡公、开国县公，柱国大将军

### 隋
- 尚书令，开国侯

### 唐朝

#### 文武官
- 尚书令、大行台尚书令、中书令（唐代宗以后）、侍中（唐代宗以后）

#### 封爵
- 开国郡公、九嫔、郡夫人

#### 散官
- 特进、輔国大将军

#### 勋
- 上柱国

### 宋
- 参知政事、尚书左丞、尚书右丞、中书侍郎、门下侍郎，枢密副使（知枢密院事、同知枢密院事）
- 太尉，特进、上柱国、辅国大将军、镇军大将军
- 郡公、开国郡公

### 金
- 尚书左丞、尚书右丞，都元帅府左右副元帅，同判大宗正府事，郡公

### 元
- 中书省右丞、左丞，同知枢密院事、御史中丞，行中书省左丞、右丞，同知宣政院/宣徽院事，国公

### 明朝

#### 文武官
- 太子三少：太子少师、太子少傅、太子少保
- 中書省：中书省左丞、右丞
- 六部：尚书
- 都察院：左都御史、右都御史
- 五军都督府：都督佥事
- 留守司： 正留守
- 都指挥使司：都指挥使

#### 封爵
- 衍圣公，龙虎山正一真人

#### 散官
- 加授阶：资德大夫、龙虎将军
- 升授阶：资政大夫、金吾将军
- 初授阶：资善大夫、骠骑将军
- 勋阶：正治上卿、上护军

### 清朝

#### 文武官
- 太子三少：太子少师、太子少傅、太子少保
- 总督、内务府总管、巡抚领兵部侍郎衔、河道总督、漕运总督
- 左右翼前锋统领、八旗护军统领、八旗副都统、左右翼总兵、外省驻防副都统、銮仪使、总兵、护军营护军统领、前锋营前锋统领

#### 封爵
- 辅国将军，一等至三等男爵

#### 散官
- 资政大夫、武显将军

## 朝鮮

### 朝鮮王朝

#### 文武官
- 议政府左右参赞，六曹判书
- 五卫都总府都总管、训炼都监提调、御营厅提调、禁卫营提调、守御厅守御使、捕盗大将、管理营管理使、总理营总理使
- 汉城府判尹、水原府留守、广州府留守

## 琉球

### 琉球國（第二尚氏）

#### 文武官
秉宪大夫、隆德大夫，法司正卿、加衔法司正卿，三司官座敷